# Il dominatore di Chicago
Il dominatore di Chicago (Party Girl) è un film del 1958 diretto da Nicholas Ray.
È un film drammatico a sfondo noir statunitense con Robert Taylor, Cyd Charisse e Lee J. Cobb. È una storia di gangster, con elementi romantici, ambientata nella Chicago del 1933, tra nightclub, ballerine e sparatorie.

## Trama
Thomas Farrell è il talentuoso avvocato del gangster Rico Angelo, fino al giorno in cui incontra una sua dipendente, la ballerina Vicky Gaye, di cui si innamora follemente.

## Produzione
Il film, diretto da Nicholas Ray su una sceneggiatura di George Wells con il soggetto di Leo Katcher, fu prodotto da Joe Pasternak per la Metro-Goldwyn-Mayer e la Euterpe e girato da fine marzo al 19 giugno 1958.

## Colonna sonora
- Party Girl - musica di Nicholas Brodszky, parole di Sammy Cahn, cantata da Tony Martin

## Distribuzione
Il film fu distribuito con il titolo Party Girl negli Stati Uniti dal 28 ottobre 1958 dalla Metro-Goldwyn-Mayer.
Altre distribuzioni:
- in Svezia il 23 marzo 1959 (Chicago)
- in Finlandia il 21 agosto 1959 (Chicagon yöperhoset)
- in Austria nell'ottobre del 1959 (Das Mädchen aus der Unterwelt)
- in Spagna il 16 novembre 1959 (Madrid)
- in Germania Ovest il 27 novembre 1959 (Das Mädchen aus der Unterwelt)
- in Danimarca il 13 giugno 1960 (Selskabspigen)
- in Turchia nel febbraio del 1964 (Gangsterin Sevgilisi)
- in Francia (Traquenard)
- in Brasile (A Bela do Bas-Fond)
- in Portogallo (A Rapariga Daquela Noite)
- in Spagna (Chicago, año 30)
- in Messico (La rosa del hampa)
- in Israele (Na'arah l'chol m'seebah)
- in Grecia (To syndikato ton mavron aeton)
- in Italia (Il dominatore di Chicago)

## Critica
Secondo il Morandini il film è "insolito per la sua mistura tra l'universo figurativo del gangster movie e quello del musical". Maltin segnala inoltre la scena della "carneficina finale" e l'interpretazione della Charisse. Secondo Leonard Maltin "il trattamento elegante di Ray ha fatto guadagnare a questo film un seguito di cultori". Anche Maltin segnala i numeri "roventi" della Charisse.

## Promozione
La tagline è: "ROUGH AND READY! THE TRUTH ABOUT THE 'MODELS,' 'ACTRESSES' AND 'DANCERS' WHO PLAY WITH FIRE...AND OFTEN GET BURNED! ".